# Kamienka (Humenné)
Kamienka (in ungherese Kiskemence, in tedesco Stein) è un comune della Slovacchia facente parte del distretto di Humenné, nella regione di Prešov.
La località, già abitata nel passato dai Celti, viene citata per la prima volta nel 1416, quando i signori di Humenné insediarono qui coloni tedeschi (Sztein). All'epoca, nel villaggio vigeva il diritto germanico. Nel 1616, il villaggio passò ai Gesuiti di Humenné che, nel XVII secolo lo vendettero ai conti Széchy. Nel XVIII secolo passò ai nobili Csáky, e nel XX secolo ai potenti Andrássy. Nel 1944 venne distrutto dalle truppe naziste.